# کالج بودین
کالج بودین (به انگلیسی: Bowdoin College) یک کالج هنرهای آزاد و دانشگاه در ایالات متحده آمریکا است که در مین واقع شده‌است.